# Corymica latimarginata
Corymica latimarginata är en fjärilsart som beskrevs av Swinhoe 1902. Corymica latimarginata ingår i släktet Corymica och familjen mätare. Inga underarter finns listade i Catalogue of Life.